# In the Night
Singles de The Weeknd
Can't Feel My Face
(2015) Acquainted
(2015)
Clip vidéo
[vidéo] « In the Night », sur YouTube
In the Night est une chanson du chanteur canadien The Weeknd parue sur son deuxième album Beauty Behind the Madness. La chanson est écrite par The Weeknd, Ahmad Balshe, Max Martin, Peter Svensson, Savan Kotecha et Ali Payamir. Elle est produite par Max Martin et Ali Payami, The Weeknd recevant le crédit de coproducteur. Elle est sortie le 2 novembre 2015 en tant que quatrième single de l'album.

## Composition
La chanson est interprétée dans la tonalité de la mineur au mètre composé avec un tempo de 112 battements par minute. 

## Liste de titres
| 1. | In the Night (Edit)     | 3:56 |
| 2. | In the Night (Explicit) | 3:56 |

## Classements et certifications
| Classement (2015-2016)                  | Meilleure position |
| --------------------------------------- | ------------------ |
| Allemagne (GfK Entertainment)           | 72                 |
| Argentine (Monitor Latino)              | 10                 |
| Australie (ARIA)                        | 13                 |
| Belgique (Flandre Ultratop 50 Singles)  | 29                 |
| Belgique (Flandre Ultratop R&B/Hip-Hop) | 21                 |
| Belgique (Wallonie Ultratip 50)         | 7                  |
| Canada (Hot 100)                        | 12                 |
| Canada (Adult Contemporary)             | 26                 |
| Canada (CHR/Top 40)                     | 4                  |
| Canada (Hot AC)                         | 8                  |
| Danemark (Tracklisten)                  | 26                 |
| Écosse (OCC)                            | 97                 |
| États-Unis (Hot 100)                    | 12                 |
| États-Unis (Adult Contemporary)         | 27                 |
| États-Unis (Adult Pop Songs)            | 17                 |
| États-Unis (Dance/Mix Show Airplay)     | 11                 |
| États-Unis (R&B/Hip-Hop Songs)          | 3                  |
| États-Unis (Pop Airplay)                | 3                  |
| États-Unis (Rhythmic Songs)             | 1                  |
| France (SNEP)                           | 124                |
| Irlande (Irish Singles Chart)           | 42                 |
| Italie (FIMI)                           | 39                 |
| Liban (OLT20)                           | 5                  |
| Mexique (México Airplay)                | 9                  |
| Norvège (VG-lista)                      | 38                 |
| Nouvelle-Zélande (RMNZ)                 | 22                 |
| Pays-Bas (Nederlandse Top 40)           | 13                 |
| Pays-Bas (Single Top 100)               | 22                 |
| Royaume-Uni (UK Singles Chart)          | 48                 |
| Royaume-Uni (UK R&B Chart)              | 8                  |
| Suède (Sverigetopplistan)               | 40                 |
| Suisse (Schweizer Hitparade)            | 67                 |

| Classement (2016)                  | Position |
| ---------------------------------- | -------- |
| Argentine (Monitor Latino)         | 48       |
| Brésil (Brasil Hot 100)            | 100      |
| Canada (Hot 100)                   | 67       |
| États-Unis (Hot 100)               | 61       |
| États-Unis (Hot R&B/Hip-Hop Songs) | 20       |
| États-Unis (Mainstream Top 40)     | 23       |
| États-Unis (Rhythmic Songs)        | 19       |
| Pays-Bas (Nederlandse Top 40)      | 69       |

### Certifications
| Pays | Certification | Ventes     |
| --- | ------------- | ---------- |
| Australie (ARIA)                                                                                                 | Platine       | 70 000‡    |
| Canada (Music Canada)                                                                                            | 2 × Platine   | 160 000^   |
| Danemark (IFPI)                                                                                                  | Or            | 30 000^    |
| États-Unis (RIAA)                                                                                                | 2 × Platine   | 2 000 000^ |
| Nouvelle-Zélande (RMNZ)                                                                                          | Or            | 7 500*     |
| Suède (GLF) | Or            | 20 000^    |
| Royaume-Uni (BPI)                                                                                                | Argent        | 200 000^   |
| ^Mise en rayon selon la certification xNon précisé par la certification ‡ventes/streaming selon la certification |               |            |

## Historique de sortie
| Pays       | Date             | Format                                 | Label(s)        | Réf.   |
| ---------- | ---------------- | -------------------------------------- | --------------- | ------ |
| Divers     | 2 novembre 2015  | - Téléchargement - streaming           | - XO - Republic | [ 1 ]  |
| États-Unis | 17 novembre 2015 | Diffusion radio (succès contemporains) | - XO - Republic | [ 49 ] |
| États-Unis | 6 avril 2020     | Diffusion radio (Hot/Modern/AC)        | - XO - Republic | [ 50 ] |